# مسکه (هزاره)
مسکه قبیله‌ای از مردم هزاره در افغانستان و کشورهای همسایه است که زیر مجموعه قبیله جاغوری هزاره‌ها بشمار می‌رود. مدت‌ها پیش مسکه و بابا برادر دوقلو بودند و طبق افسانه قدیمی آن‌ها با چاقو از هم جدا شدند. آرامگاه آن‌ها در سنگ ماشه جاغوری ولایت غزنی می‌باشد.